# Ferdinand Schliehe
Ferdinand Schliehe (* 1939) ist ein deutscher Sozial- und Gesundheitswissenschaftler. Er hatte wesentlichen Anteil an der Entwicklung der Rehabilitationsforschung und der wissenschaftlich begründeten medizinischen Rehabilitation in Deutschland.

## Werdegang
Ferdinand Schliehe studierte Soziologe an den Universitäten Münster und Bielefeld, wo er 1982 an der Fakultät für Soziologie mit einer Arbeit über die Entwicklung sozialer Dienste an Beispiel der Drogenberatung zum Dr.phil promoviert wurde.
Von 1988  bis zu seiner Pensionierung im Jahr 2004 war Ferdinand Schliehe beim Verband Deutscher Rentenversicherungsträger (VDR) tätig, ab 2001 als Leitung der Hauptabteilung "Rehabilitation und Sozialmedizin". In diesem Rahmen hatte er wesentlichen Anteil an der Entwicklung der Rehabilitationsforschung und der wissenschaftlichen Fundierung der Rehabilitationspraxis in Deutschland, insbesondere auch durch die Entwicklung evidenzbasierter Leitlinien.
Von 1999 bis 2017 war Schliehe Mitherausgeber der Zeitschrift „Die Rehabilitation“, von 2002 bis 2013 als Schriftleiter.

## Veröffentlichungen (Auswahl)
- siehe Ferdinand Schliehe #Weblinks

## Funktionen und Mitgliedschaften (Auswahl)
Schliehe gehörte zu den Gründungsmitgliedern der im Jahr 2000 gegründeten Deutschen Gesellschaft für Rehabilitationswissenschaften (DGRW) und war lange Zeit Vorstandsmitglied.

## Ehrungen (Auswahl)
- Salomon-Neumann-Medaille der DGSMP (2004)
- Peter-Beckmann-Medaille der Deutschen Gesellschaft für Prävention und Rehabilitation von Herz-Kreislauferkrankungen (2005)[9]
- Ehrenmitgliedschaft der Deutschen Vereinigung für Rehabilitation DVfR (2018)
- Verdienstmedaille der Deutschen Rentenversicherung[2]